# ثيو ماليدون
ثيو ماليدون (مواليد 12 يونيو 2001) هو لاعب كرة سلة فرنسي يلعب في مركز لاعب هجوم خلفي في نادي أوكلاهوما سيتي ثاندر.

## روابط خارجية
- ثيو ماليدون على موقع الاتحاد الدولي لكرة السلة (الإنجليزية)
- ثيو ماليدون على موقع الدوري الأوروبي لكرة السلة (الإنجليزية)
- ثيو ماليدون على موقع إن بي أي (الإنجليزية)
- ثيو ماليدون على موقع سبورتس رفرنس (الإنجليزية)
- ثيو ماليدون على موقع كرة السلة الأوروبية.كوم (الإنجليزية)
- ثيو ماليدون على موقع إي إس بي إن.كوم (الإنجليزية)
- ثيو ماليدون على موقع ريلجم (الإنجليزية)
- ثيو ماليدون على موقع بروبوليرز (الإنجليزية)
- ثيو ماليدون على موقع سبورتس رفرنس (الإنجليزية)
- ثيو ماليدون على موقع سبورتس رفرنس (الإنجليزية)